# 765

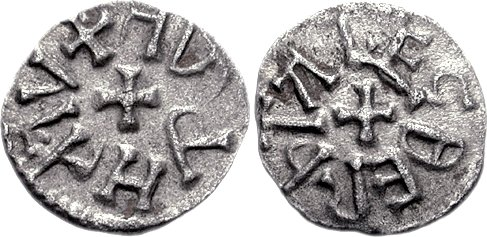
Muntstuk van koning Alhred (765-774)

Het jaar 765 is het 65e jaar in de 8e eeuw volgens de christelijke jaartelling.

## Gebeurtenissen

### Brittannië
- Koning Æthelwald Moll van Northumbria wordt bij Pincanheale (een belangrijke religieuze plaats) afgezet na een regeerperiode van 6 jaar. Hij wordt opgevolgd door Alhred, een verre neef van voormalig koning Oswulf.

### Europa
- Koning Pepijn III herstelt de pauselijke rechten in Benevento en Toscane (gedeeltelijk ook in Spoleto). Koning Desiderius van de Longobarden komt in conflict met paus Paulus I en de hertogen in het zuiden van Italië.

### Azië
- De stad Tuodong in het koninkrijk Nan Chao (huidige China) wordt gesticht.

## Agricultuur
- In het Frankische Rijk wordt het drieslagstelsel ingevoerd. Landbouwgrond wordt in drie stukken verdeeld, in plaats van twee. Op een stuk akkerland wordt het ene jaar wintergranen (tarwe of rogge) verbouwd, het jaar erna zomergranen (gerst of haver) en het derde jaar ligt het braak. (waarschijnlijke datum)

### Religie
- Lebuïnus, Angelsaksische missionaris, komt in Wilp (huidige Gelderland) aan om de bevolking te bekeren. Hij sticht een houten kapel op de plek waar tegenwoordig de Lebuïnuskerk staat. (waarschijnlijke datum)
- Plechelmus sticht de eerste kerk van Oldenzaal.

## Geboren
- Ali al-Rida, Arabisch imam (overleden 818)
- Fastrade, echtgenote van Karel de Grote (overleden 794)
- Nikephoros I, Byzantijns keizer (waarschijnlijke datum)
- Robert II, graaf van Haspengouw (waarschijnlijke datum)
- Suppo I, Frankisch edelman (waarschijnlijke datum)

## Overleden
- Ceolwulf, koning van Northumbria (waarschijnlijke datum)
- 4 december - Jafer Sadiq (63), Arabisch imam
- 10 november - Junnin (32), keizer van Japan